# Oologi

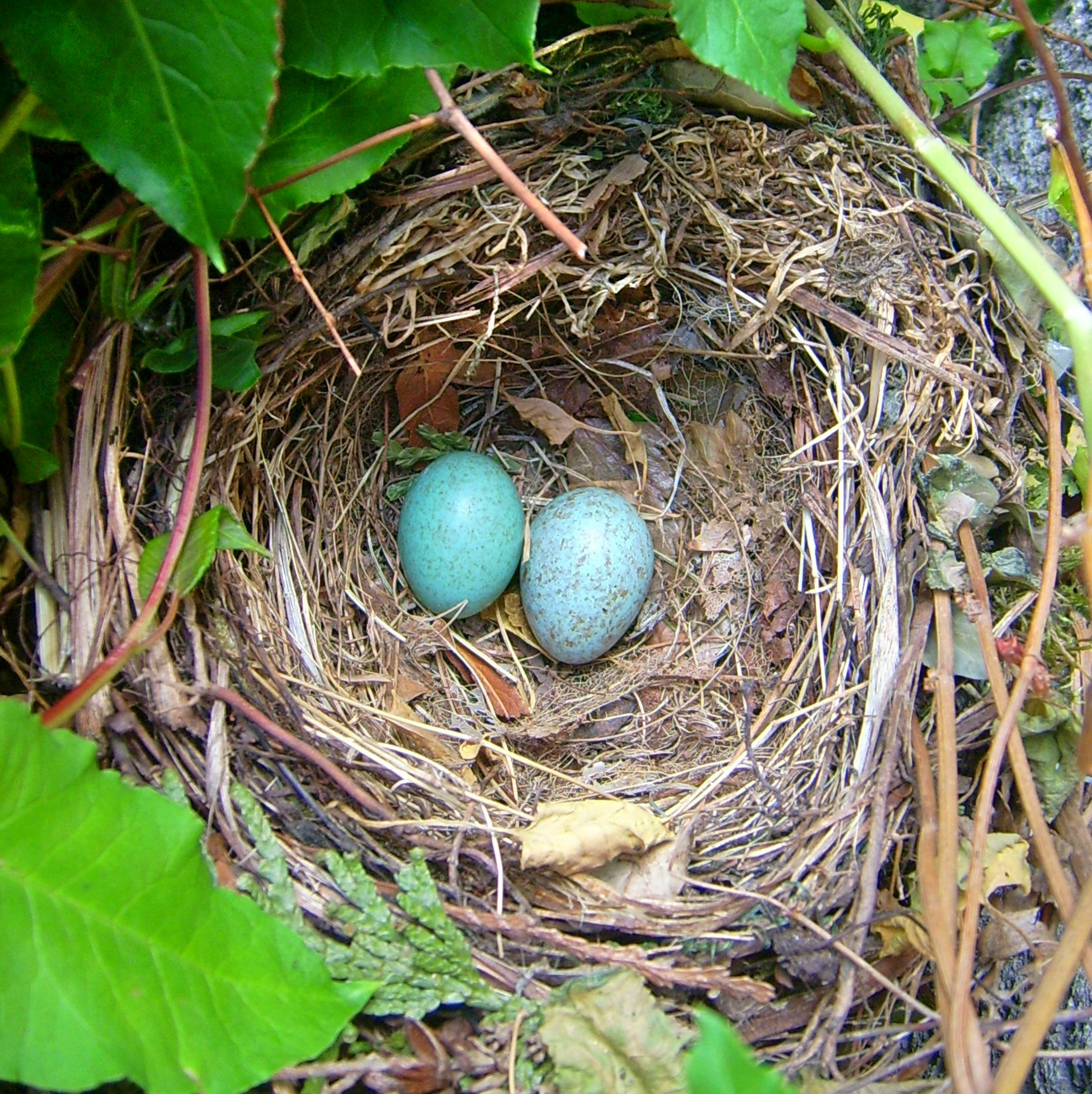
Koltrastbo med ägg.

Oologi, av grekiska ωιον ’ägg’, är läran om ägg, särskilt fåglars ägg. En oolog är antingen en ornitolog specialiserad på ägg eller i äldre bemärkelse en fågeläggssamlare, där det första är en vetenskapliga gren inom zoologi och det andra en hobby som i många länder idag är förbjuden enligt lag. Till oologiska studier hör läran om hur och var fågelarter lägger ägg, typologier över äggens utseende, och beteenden omkring ruvning. Ägg som förekommer i samlingar är som regel urblåsta för att inte förstöras när äggets innehåll ruttnar.
Ägg hos fåglar som lägger ägg i träd eller ihåligheter är nästan alltid vita och utan mönster. Fåglar som bygger bon i träd har ofta gröna eller blå ägg, fläckiga eller utan fläckar. Om fåglarna lägger ägg nära marken har de som regel spräckliga ägg i bruna nyanser.

## Äggsamling
Äggsamling var fortfarande i början av 1900-talet en populär hobby hos fågelintresserade. Äggsamlare kunde skapa stora samlingar genom att själva samla in, genom byteshandel eller genom handel. Idag råder det i många länder förbud att samla in ägg av vilda fåglar, exempelvis är det sedan 1950-talet förbjudet i Sverige. I England är det brottsligt att inneha ägg från vilda fåglar insamlade efter 1954 och försäljning av ägg från vilda fåglar är helt förbjudet oavsett ålder. Trots detta pågår ett illegalt insamlande och en illegal handel med ägg. 2012 lagfördes exempelvis tre svenska äggsamlare som tillsammans hade cirka 6500 ägg och samma år lagfördes en finsk samlare som i sin egen ägo hade över 10 000 ägg. För många ovanliga fågelarter utgör äggsamlare ett stort hot.

## Bilder

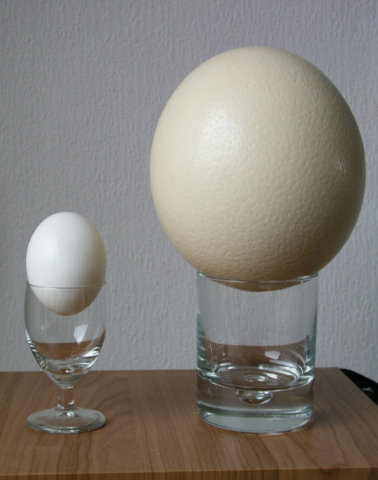
Ett hönsägg och ett strutsägg.
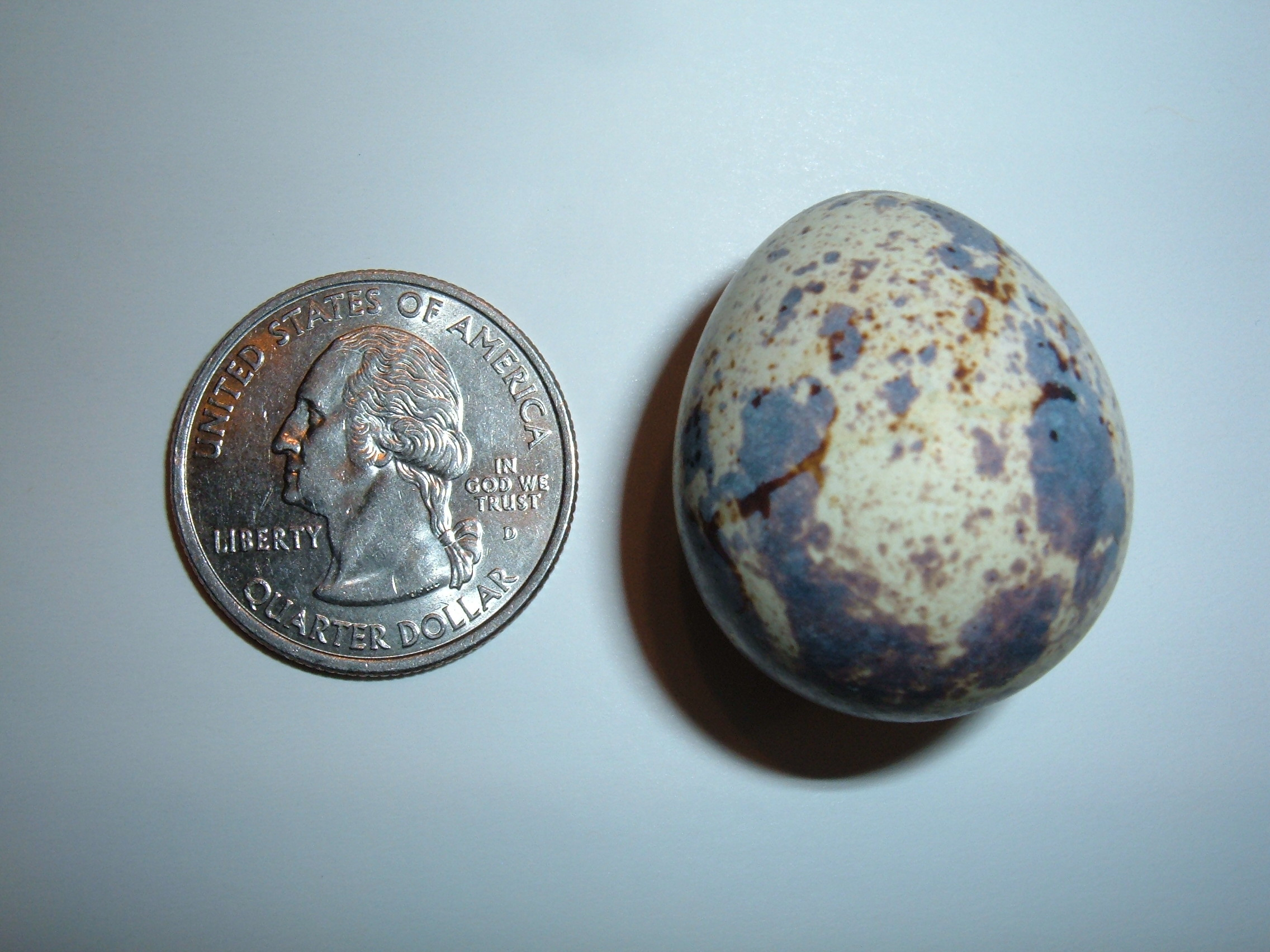
Ägg från en japansk vaktel (Coturnix japonica)
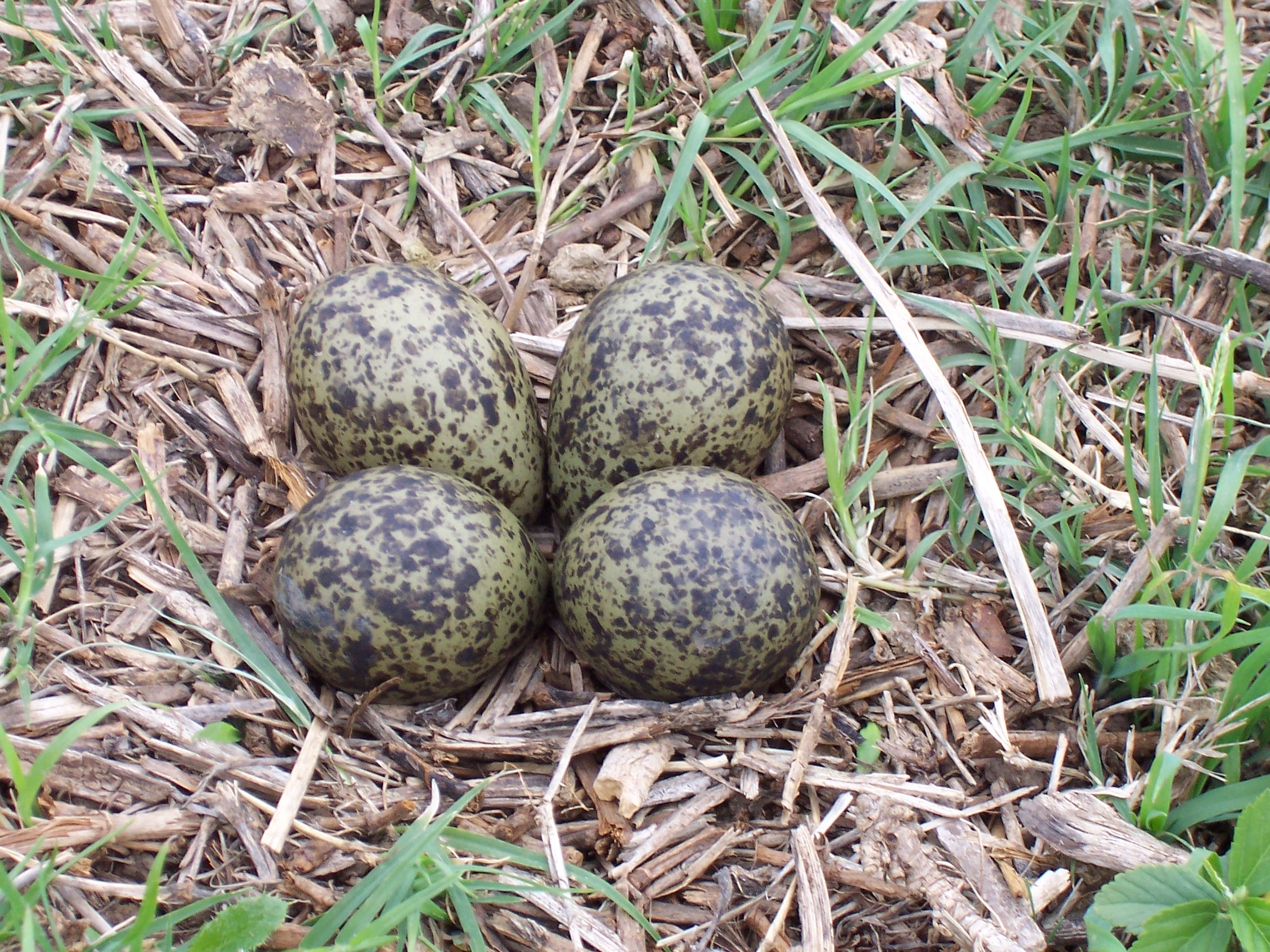
Ägg från en maskvipa (Vanellus miles)
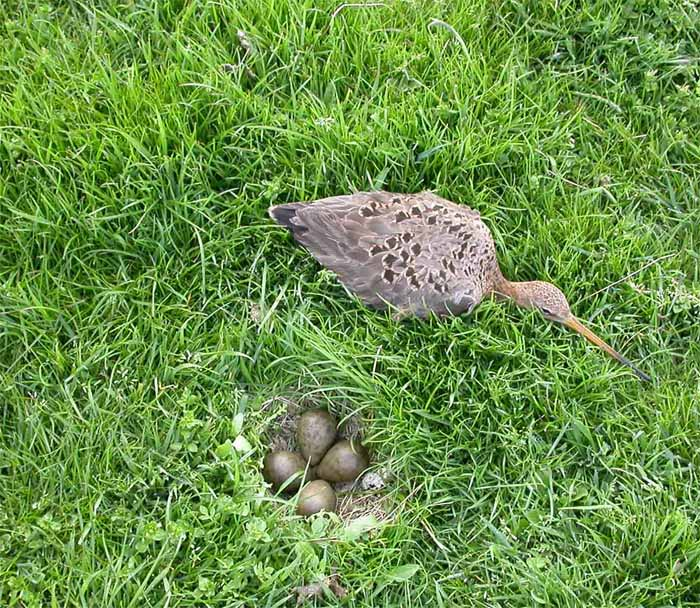
Rödspov och bo med ägg.